# Vinné
Vinné és un poble i municipi d'Eslovàquia. Es troba a la regió de Košice, a l'est del país.

## Història
La primera referència escrita de la vila data del 1249.

## Demografia
| Godina             | 1994 | 2004   | 2014   | 2024    |
| ------------------ | ---- | ------ | ------ | ------- |
| Nombre de persones | 1536 | 1634   | 1747   | 2169    |
| Diferència         |      | +6,38% | +6,91% | +24,15% |

| Godina             | 2023 | 2024   |
| ------------------ | ---- | ------ |
| Nombre de persones | 2156 | 2169   |
| Diferència         |      | +0,60% |